# Wonderland (EP)
Pour les articles homonymes, voir Wonderland.
Albums de Jessica
With Love, J
(2016) My Decade
(2017)
Singles
1. Wonderland
Sortie : 10 décembre 2016

Wonderland est le second mini-album (EP) de la chanteuse sud-coréenne Jessica. La version coréenne de cet EP possède six chansons publié par Coridel Entertainment le 10 décembre 2016 et la version anglaise qui ne possède que quatre chansons a été publié le 30 décembre 2016.
Cet EP a eu du succès commercial en allant au top du Gaon Album Chart et a vendu plus de 38 000 copies en Corée du Sud. Et a aussi réussi à se classer septième dans l'US World Albums Chart.

## Pistes
| No | Titre               | Auteur              | Producteur(s)                  | Durée |
| -- | ------------------- | ------------------- | ------------------------------ | ----- |
| 1. | Wonderland          | Jessica Jung        | Martin K Kleveland             | 3:19  |
| 2. | Dancing on the Moon | Jessica Jung        | Kleveland; Ofstand             | 3:59  |
| 3. | Celebrate           | Jessica Jung        | Jdot; Kmack; TatuVekz          | 3:26  |
| 4. | World of Dreams     | Jessica Jung        | Jdot; Kmack; TatuVekz; Jay Kim | 3:29  |
| 5. | Beautiful           | Jay Kim; Kim Eun-Su | REASON; HiDE Kawada            | 4:26  |
| 6. | Tonight             | Jay Kim; Kim Je-Hwi | Kim Je-Hwi                     | 3:41  |

## Classements
| Classement (2016)           | Position |
| --------------------------- | -------- |
| Japon (Oricon)              | 85       |
| Corée du Sud (Gaon)         | 1        |
| US World Albums (Billboard) | 7        |

### Classement de fin d'année
| Classement (2016)   | Position |
| ------------------- | -------- |
| Corée du Sud (Gaon) | 75       |

## Historique de publication
| Région       | Date             | Format                   | Version  | Distributeur          |
| ------------ | ---------------- | ------------------------ | -------- | --------------------- |
| Monde        | 10 décembre 2016 | Téléchargement numérique | Coréenne | Coridel Entertainment |
| Corée du Sud | 13 décembre 2016 | CD                       | Coréenne | Coridel Entertainment |
| Monde        | 30 décembre 2016 | Téléchargement numérique | Anglaise | Coridel Entertainment |